# Manilkara obovata
Manilkara obovata är en tvåhjärtbladig växtart som först beskrevs av Joseph Sabine och George Don jr, och fick sitt nu gällande namn av James Hatton Hemsley. Manilkara obovata ingår i släktet Manilkara och familjen Sapotaceae. Inga underarter finns listade i Catalogue of Life.